# Damaliscus pygargus
O bonteboque (Damaliscus pygargus) é um antílope existente na África do Sul. Foi extinto de Lesoto e Essuatíni devido a caça. Tem duas subespécies: uma chamada em inglês bontebok (Damaliscus pygargus pygargus, antes Damaliscus pygargus dorcas)  e o blesbok (Damaliscus pygargus phillipsi).

## Características
Mede de 80 a 100 cm pelos ombros e pesa de 50 a 90 kg. O seu pelo é de um castanho-achocolatado com uma tira branca que percorre a cabeça do animal da nuca ao nariz e que aumenta com a idade.

## História
Os bonteboques foram caçados por serem considerados uma peste até só restarem 70 animais no estado selvagem mas conseguiram recuperar. Estão extintos no seu habitat natural e são agora criados como gado.